# XMP
可延伸後設資料平台（英語：Extensible Metadata Platform，XMP）是一項由Adobe Systems所創建的ISO標準（ISO 16684-1:2012），其目的在於將數位影像資料的後設資料標準化。

## 沿革
XMP首先出現於2001年4月所發表的Adobe_Acrobat_5.0產品。
2004年6月21日Adobe發布與國際新聞電訊評議會（International Press Telecommunications Council，IPTC）合作，次月由Adobe Systems的Gunar Penikis與IPTC的Michael Steidl所帶領的工作小組成立，其中包括來自法新社（Agence France-Presse，AFP）、美聯社（Associated Press，AP）、ControlledVocabulary.com、國際數位企業聯盟（IDEAlliance）、每日新聞、路透社與其他單位的志工共同制定架構。
2005年3月21日發布XMP IPTC核心架構規格1.0版,Adobe Photoshop CS能由IPTC下載一組訂製的介面，包括使用說明、內嵌XMP資訊的範例、規格書、以及研發者的使用說明。而到了Adobe Creative Suite（CS2）該介面已經內建了。
微軟自Windows Vista起，Windows影像中心亦開始支援XMP標準，是Microsoft首次採用Exif以外的標準。